# 2013年飓风科斯梅
颶風科斯梅（英語：Hurricane Cosme）於2013年6月在墨西哥太平洋沿岸引起洪災。2013年太平洋颶風季第3個獲命名的熱帶氣旋，系統在6月23日由科利馬州曼萨尼约以南的东风波形成。氣旋在6月24日增強為熱帶風暴，並於6月25日增強為飓风。第二天早上，科斯梅達到最大強度，在萨菲尔-辛普森飓风等级中達到一級，最大持续风速為每小時140公里，最低氣壓為980毫巴（百帕；28.94英寸汞柱）。之后，科斯梅開始遇到穩定的空氣和較低的海面溫度，導致系統在6月26日晚上減弱為熱帶風暴。系統繼續減弱，並於6月27日在墨西哥卡波聖盧卡斯西南偏西約1,110公里處退化為殘留低氣壓表面的低壓槽。其殘留一直持續到7月1日，在夏威夷群島東南偏東方消散。
風暴影響雷维利亚希赫多群岛，在索科羅島産生強勁的海浪和每小時68公里的強風。為防範風暴，國家氣象局對格雷羅州、納亞里特州和下加利福尼亞州發出藍色警戒（最低風險）；對米卻肯州、哈利斯科州和科利馬州則發出綠色警戒（低風險）。風暴外圍的影响給格雷羅州帶來了中等程度的降雨，導致阿卡普尔科有輕微的洪災。在整個州份，風暴造成了24次山崩，阻塞高速公路。格雷羅州有兩人遇難，其中一位遊客在锡瓦塔内霍被水淹沒，另外一名警察在一宗飛機墜毀事故中死亡，灾难亦導致19人受傷。高海浪在科利馬州的沿海市鎮淹沒了許多建築物，破壞了34個旅遊設施，並造成1人死亡。此外，許多由木材和椰子建造的餐廳都遭受到破壞。在曼萨尼约的港口關閉，馬薩特蘭港也是如此。综合统计，有50間房屋受到風暴的破壞。

## 氣象歷史
颶風科斯梅的起源可以追溯到6月8日左右在非洲西岸形成的一股东风波。東風波向西移動，也在加勒比海促成热带风暴巴里，最終到達東太平洋。東風波在熱帶輻合帶內向西南方前進，其速度有所減慢。6月20日早上，國家颶風中心開始監測墨西哥阿卡普尔科東南方數百英里的廣闊不穩定天氣區域。該天氣區域在兩天發展成熱帶氣旋的機會很低，當時的條件不利於熱帶氣旋發展，但預計隨後的日子會較有利於熱帶氣旋發展。該擾動大致向西北偏西移動，發展出廣闊的低氣壓區；國家颶風中心提升其相應形成的機會。其對流（即驟雨和雷暴活動）逐漸集中在低層中心附近，螺旋帶亦變得明顯。其組織在衛星和微波圖像上有改善後，該系統於6月23日中午12時在科利馬州曼萨尼约以南約800公里成為第三號熱帶低氣壓。數小時後，國家颶風中心表示，“最大的負面因素可能是低氣壓的大小，可能阻礙其迅速增強。低氣壓最初沒有變得更有組織，中心對流微薄，缺乏明確的雲系特徴；不過，在6月24日早上，驟雨和雷暴活動開始在中心形成。兩部高級散射儀途經數陣風力時速63至69公里的風，氣旋在6月24日凌晨0時成為熱帶風暴科斯梅。當時觀察到一個細小的中心密集雲團區特徵。
沿墨西哥中部一個中層高壓脊西南邊緣向西北偏西移動，科斯梅在6月24日變得更有組織。大範圍及非常寒冷的雲頂在風暴中心以外的東南方發展，對流條帶開始形成並包進風暴，主要在北半部和東半部。雖然在第二天黎明前，風暴的雲系模式向南北延伸，但其內核心在微波圖像上快速改善，結構在衛星圖像上亦變得明顯。及時的先進微波探測裝置（Advanced Microwave Sounding Unit）途經風暴，表示其眼牆接近閉合，伴隨強度估計為每小時124公里，早上的衛星圖像更短暫看見風眼。結果，國家颶風中心在6月25日將科斯梅升級為萨菲尔-辛普森飓风等级下的一級颶風。鑑於風暴位於輕微的風切變、溫暖的海面溫度和潮濕的空氣環境下，該機構預計在接下來數小時內風暴將進一步增強。6月26日凌晨0時左右，科斯梅達到最高強度，最大持續風速為每小時140公里，最低氣壓為980毫巴（百帕；28.94英寸汞柱）。此後，海面溫度下降導致環流中心西側的對流開始明顯減弱。6月26日晚上，系統減弱為熱帶風暴。第二天早上，系統的熱帶風暴半徑擴大，但科斯梅的核心，特別是風眼的結構開始瓦解；低層環流也與上層環流分離，所有雷暴活動都消散。系統降至低至中等雲層的漩渦，風力下降至低於熱帶風暴標準，深層對流並沒有在中心重新形成。約6月27日中午12時，科斯梅在下加利福尼亞州卡布聖盧卡斯西南偏西約1,110公里處退化為殘留低氣壓區。科斯梅的殘留低氣壓在接下來數天繼續向西北移動，於7月1日在夏威夷群島東南偏東約2,590公里退化為開放的低壓槽。

## 防災措施和影響

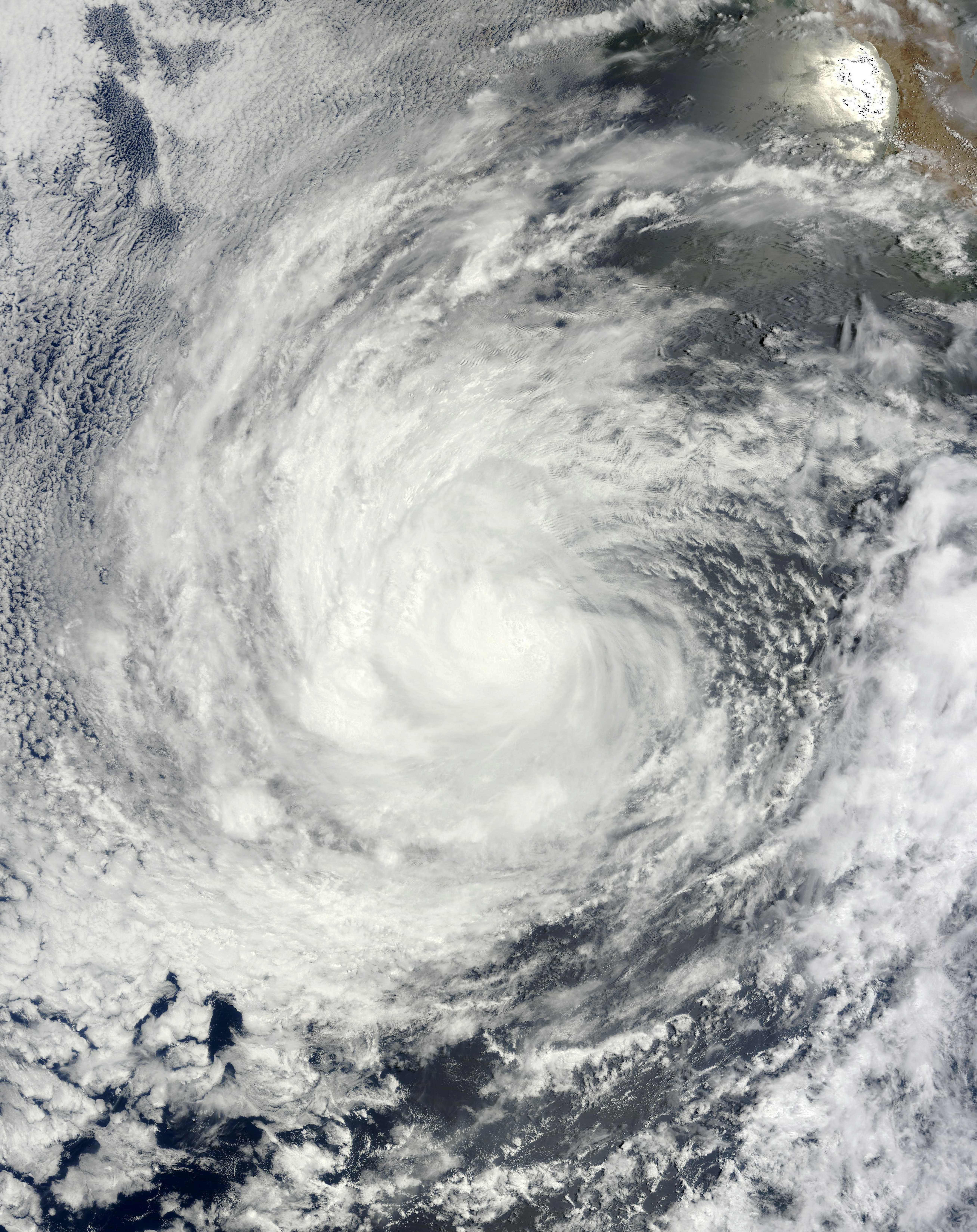
6月26日，熱帶風暴科斯梅在墨西哥近海逐漸減弱

墨西哥國家民防系統（Sistema Nacional de Protección Civil）在6月24日及6月25日向各方發出有關風暴的警告。墨西哥當局在整個擾動中保持活躍，政府官員早在6月27日就開始對損壞的基礎設施進行勘測和重建。由於天氣影響，多個港口停止小船的操作。在風暴期間，曼薩尼約和馬薩特蘭港停止小船的操作。有遊客忽視這些停止時，在暴風雨期間駕駛一艘小船時被拋出，並導致至少1人死亡。
科斯梅在6月24日成為熱帶風暴，墨西哥國家氣象局報告風暴可能在該國西部地區産生大雨。風暴的降雨預計在科利馬州、哈利斯科州、格雷羅州、米卻肯州和瓦哈卡州達到“強烈”至“大”雨。墨西哥國家氣象局也認為“因為它的廣闊環流，[科斯梅]有潛力產生巨大的山崩和強烈的雨水...波浪4至5米高，海岸上有陣陣強風。”。根據這些預測，墨西哥國家民防系統最初在哈利斯科州，米卻肯州和科利馬州發出綠色警報“低風險”颶風警告，以及向納亞里特州和格雷羅州發出藍色警報“最低風險”颶風警告。科斯梅的持續增強使墨西哥國家民防系統向下加利福尼亞州發出藍色警報，表示該系統儘管離岸相對較遠，但仍有很大潛力產生大雨。
科斯梅於6月25日晚在索科羅島近海經過，在索科羅島產生大浪和強風，陣風高達每小時68公里。
颶風科斯梅對墨西哥大陸造成輕微但普遍的破壞。一些不穩定的結構，例如用木頭和椰子建成的建築物，受風暴造成的損失最大。洪水和多次山崩也帶來破壞，造成道路堵塞。據報在墨西哥西南部和中南部有大量降雨，特別是在米卻肯州。據報導，從哈利斯科州卡布科連特斯到格雷羅州阿卡普爾科沿岸有高的海浪。在格雷羅州，大雨造成至少24次山崩，阻塞在數個地方的高速公路。風暴系統造成的降水也導致港口城市阿卡普尔科洪災。風暴帶來的洪災令50個家園損毀，主要是由於特拉帕河滿溢。據國務院經濟發展局局長指出，在科利馬州，由風暴潮引起的沿海洪災破壞34個旅遊設施。這些設施大多位於特科尼和阿莫里市政府。
這場風暴導致數人受傷和3人死亡，其中兩個發生在格雷羅州。第一個是墨西哥公路巡邏隊的輔助成員，他們的車輛在惡劣天氣時與墨西哥城-阿卡普爾科路上的一輛卡車相撞。在同一事故中另外有4人受傷。另有19人也是由於颶風造成的天氣引起的兩宗類似事故而受傷。與風暴相關的第二宗死亡事故發生在一名男子上，他被高海浪從船上拋出，其後溺水。在風暴系統過後，科利馬州庫沃特蘭的一個海灘上發現了一名中年男子的屍體。但是，他身上的傷表明他已經死了幾天，他是否因颶風而死亡是有疑問的。

## 外部連結
- 國家颶風中心熱帶氣旋報告：颶風科斯梅
- 國家颶風中心熱帶氣旋報告：熱帶風暴巴里
- 氣候學研究報告：颶風科斯梅（西班牙文）
- 國家颶風中心（页面存档备份，存于）
- 墨西哥國家氣象局（西班牙文）

| A | B  | C  | D    | E | F | G |
|   |    |    |      |   |   |   |
| H | P* | U* | 03C* | I | J | K |
|   |    |    |      |   |   |   |
| L | M  | N  | O    | P | R | S |

| 萨菲尔-辛普森飓风风力等级 |    |    |    |    |    |    |
| TD                        | TS | C1 | C2 | C3 | C4 | C5 |